# كلمات بلا حدود
كلمات بلا حدود (Words Without Borders) هي مجلة عالمية افتتحت للتبادل الدولي من خلال الترجمة والنشر وتدعيم أفضل الأعمال الكتابية وأفضل الكتاب في العالم والتي لا يسهل على القراء الناطقين باللغة الإنجليزية الاطلاع عليها.

## الترجمة والمعرفة
كلمات بلا حدود تنشر النثر والشعر المختار على شبكة الويب وتنظم فعاليات خاصة تربط بين الكتاب الأجانب والجمهور، كما تعمل أيضًا على وضع مواد لمدرسي المدارس الثانوية وتهتم بإنشاء «مركز موارد على الإنترنت» للأعمال الكتابية العالمية المعاصرة. وتحصل المجلة أيضًا على دعم كل من المؤسسة القومية للفنون ومجلس ولاية نيويورك للفنون ومؤسسة لانان. ولقد قام بتأسيس تلك المجلة آلان سالييرنو ماسون، مترجم في إليو فيتوريني، في عام 1999 رغم أنه لم يتم نشر المجلة حتى عام 2003.
ولقد أشاد دافيد أور في مجلة نيويورك تايمز، بـ «ذكاء ومثالية» المجلة كموضع مخصص لكشف الكثير من الأنماط الخاصة في الآداب الأجنبية.

## المؤلفين البارزين
ضمت كلمات بلا حدود العديد من المؤلفين من جميع أنحاء العالم، حيث قامت بترجمة أعمالهم للناطقين بالإنجليزية، ومنهم:
- لينا مرواني
- الطاهر بن جلون
- رشا عباس
- فؤاد العروي

## كتابات أخرى
- Words Without Borders: The World Through the Eyes of Writers (An Anthology), by Alane Salierno Mason, Dedi Felman, Samantha Schnee, Knopf Publishing Group, ISBN 1-4000-7975-6 (1-4000-7975-6)
- Literature from the "Axis of Evil" (a Words Without Borders anthology), ISBN 978-1-59558-205-8, 2006

## وصلات خارجية
- الموقع الرسمي
- Salamon، Julie (18 فبراير 2004). "Online Magazine Removes Cultural Blinders". نيويورك تايمز. مؤرشف من الأصل في 2020-04-15.